# Европско првенство у рукомету за жене 2012.
10. Европско првенство у рукомету за жене одржало се у Србији од 4. децембра до 16. децембра 2012. у организацији ЕХФ. Првобитно, првенство је требало да се одржи у Холандији, али се холандски рукометни савез 4. јуна 2012. повукао из организације. Србија, која је почетком 2012. организовала европско првенство за мушкарце и која ће организовати Светско првенство у рукомету за жене 2013, добила је прилику да организује и женско првенство.
Турнир је по први пут освојила репрезентација Црне Горе, која је у финалу савладала браниоца титуле — Норвешку.

## Градови домаћини
| Квалификациона фаза               | Квалификациона фаза                   | Квалификациона и Елиминациона фаза | Квалификациона и Елиминациона фаза |
| --------------------------------- | ------------------------------------- | ---------------------------------- | ---------------------------------- |
| Вршац                             | Ниш                                   | Нови Сад                           | Београд                            |
| Центар Миленијум Капацитет: 5.000 | Спортски центар Чаир Капацитет: 5.000 | СПЕНС Капацитет: 11.500            | Комбанк арена Капацитет: 23.000    |
|                                   |                                       |                                    |                                    |

## Систем такмичења
На првенству је учествовало 16 репрезентација, које су у предтакмичењу биле подељене у четири групе А, Б, Ц и Д са по 4 екипе. Играло се по једноструком бод систему — свако са сваким по једну утакмицу.
Четвртопласиране репрезентације у групи ниси играле за пламан од 13. до 16. места, него су пласиране према резултатима из предтакмичења.
Три првопласиране екипе из група А и Б формирале су полуфиналну групу 1, а из група Ц и Д групу 2. Играло се као и у предтакмичењу, са разликом што су се међусобни резултати екипа из група преносили у табелу полуфиналних група, тако да те екипе нису поново међусобно играле. У случају истог броја бодова, бољи је био победник међусобног сусрета, а ако је и то исто гол-разлика.
Две првопласиране екипе из полуфиналних група унакрсно су играле полуфиналне мечеве (1.1/2.2 и 2.1/1.2). Поражене екипе играле су за треће место, а победнице за прво место, односно за првака Европе.
Трћепласиране екипе из полуфиналних група играле су за 5. место.
Даље утакмице за пласман се нису играле, него су екипе пласиране према резултатима из полуфиналних група.

## Квалификације
Квалификационе утакмице су се играле од септембра 2011. до јуна 2012. године. У квалификацијама су учествовале све репрезентације, изузев Холандије, која се аутоматски квалификовала као домаћини, али је касније одустала. Репрезентације су биле подељене у седам група, а по две првопласиране екипе из сваке групе су се пласирале на првенство.

### Квалификовани тимови
| Држава             | Квлификовао се као        | Датум квалификације | Претходна учешћа 1                                       |
| ------------------ | ------------------------- | ------------------- | -------------------------------------------------------- |
| Норвешка           | Бранилац титуле           | 19. децембар 2010.  | 9 (1994, 1996, 1998, 2000, 2002, 2004, 2006, 2008, 2010) |
| Хрватска           | Победник групе 6          | 24. март 2012.      | 6 (1994, 1996, 2004, 2006, 2008, 2010)                   |
| Чешка              | Другопласирани из групе 5 | 25. март 2012.      | 3 (2002, 1996, 2004)                                     |
| Шведска            | Победник групе 5          | 25. март 2012.      | 7 (1994, 1996, 2002, 2004, 2006, 2008, 2010)             |
| Немачка            | Победник групе 1          | 30. мај 2012.       | 9 (1994, 1996, 1998, 2000, 2002, 2004, 2006, 2008, 2010) |
| Мађарска           | Другопласирани из групе 1 | 30. мај 2012.       | 9 (1994, 1996, 1998, 2000, 2002, 2004, 2006, 2008, 2010) |
| Румунија           | Победник групе 2          | 30. мај 2012.       | 8 (1994, 1996, 1998, 2000, 2002, 2004, 2008, 2010)       |
| Србија             | Другопласирани из групе 2 | 30. мај 2012.       | 3 (2006, 2008, 2010)                                     |
| Француска          | Победник групе 4          | 30. мај 2012.       | 6 (2000, 2002, 2004, 2006, 2008, 2010)                   |
| Данска             | Другопласирани из групе 6 | 2. јун 2012.        | 9 (1994, 1996, 1998, 2000, 2002, 2004, 2006, 2008, 2010) |
| Шпанија            | Другопласирани из групе 7 | 2. јун 2012.        | 6 (1998, 2002, 2004, 2006, 2008, 2010)                   |
| Украјина           | Победник групе 7          | 3. јун 2012.        | 9 (1994, 1996, 1998, 2000, 2002, 2004, 2006, 2008, 2010) |
| Северна Македонија | Другопласирани из групе 4 | 3. јун 2012.        | 4 (1998, 2000, 2004, 2006, 2008)                         |
| Црна Гора          | Победник групе 3          | 3. јун 2012.        | 1 (2010)                                                 |
| Русија             | Другопласирани из групе 3 | 3. јун 2012.        | 9 (1994, 1996, 1998, 2000, 2002, 2004, 2006, 2008, 2010) |
| Исланд             | Награђени                 | 3. јун 2012.        | 1 (2010)                                                 |

1 Подебљано означава првака те године

## Судије
Дванаест судијских парова је изабрано да суди на овом европском првенству
| Судије     | Судије                                    |
| ---------- | ----------------------------------------- |
| Белорусија | Андреј Гоуско Сјаргеј Репкин              |
| Хрватска   | Хелена Црнојевић Емина Костецки-Радић     |
| Чешка      | Јиржи Опава Павел Валек                   |
| Данска     | Марлене Кролеке Литје Карина Кристијансен |
| Француска  | Шарлот Бонавентира Жили Бонавентира       |
| Мађарска   | Петер Хорват Балаж Мартон                 |

| Судије   | Судије                                |
| -------- | ------------------------------------- |
| Летонија | Зигмарс Стољаровс Ренарс Лицис        |
| Пољска   | Јоана Бремер Агњешка Сковронек        |
| Румунија | Дијана Кармен-Флореску Анамарија Дуца |
| Србија   | Бранка Марић Зорица Машић             |
| Словачка | Петер Бруновски Владимир Чанда        |
| Шпанија  | Андреу Марин Игнасио Гарсија          |

## Жреб
Планирано је да жреб буде одржан 6. јуна 2012. године у 14:00 часова по локалном времену у Ротердаму, што је било најављено 15. маја исте године. Међутим, жреб је отказан због повлачења холандског рукометног савеза из такмичења. На крају, жреб је одржан 22. јуна 2012. године у Монаку. Репрезентацију Холандије је заменила репрезентација Исланда.
| „Шешир“ 1                                  | „Шешир“ 2                                    | „Шешир“ 3                             | „Шешир“ 4                                       |
| ------------------------------------------ | -------------------------------------------- | ------------------------------------- | ----------------------------------------------- |
| - Норвешка - Шведска - Румунија - Хрватска | - Француска - Црна Гора - Немачка - Украјина | - Србија - Данска - Русија - Мађарска | - Шпанија - Чешка - Северна Македонија - Исланд |

## Први круг

### Група А (Београд)
| 4. децембар 2012. 17:45 | Украјина    | 22 : 25  | Чешка                | Комбанк арена, Београд Гледалаца: 450 Судије: Бремер, Сковронек (ПОЉ) |
| 4. децембар 2012. 17:45 | Боршченко 7 | (7:12)   | Штербова, Лузумова 6 | Комбанк арена, Београд Гледалаца: 450 Судије: Бремер, Сковронек (ПОЉ) |
| 4. децембар 2012. 17:45 | 6× 4×       | Извештај | 2× 3×                | Комбанк арена, Београд Гледалаца: 450 Судије: Бремер, Сковронек (ПОЉ) |

| 4. децембар 2012. 20:15 | Норвешка        | 28 : 26  | Србија      | Комбанк арена, Београд Гледалаца: 5.000 Судије: Марин, Гарсија (ШПА) |
| 4. децембар 2012. 20:15 | Ригелут Корен 8 | (17:12)  | Огњеновић 9 | Комбанк арена, Београд Гледалаца: 5.000 Судије: Марин, Гарсија (ШПА) |
| 4. децембар 2012. 20:15 | 4× 3× 1×        | Извештај | 6× 4×       | Комбанк арена, Београд Гледалаца: 5.000 Судије: Марин, Гарсија (ШПА) |

| 6. децембар 2012. 18:15 | Србија                | 25 : 23  | Украјина     | Комбанк арена, Београд Гледалаца: 4.000 Судије: Флореску, Дуца (РУМ) |
| 6. децембар 2012. 18:15 | Поповић, Дамњановић 5 | (14:10)  | Манагарова 7 | Комбанк арена, Београд Гледалаца: 4.000 Судије: Флореску, Дуца (РУМ) |
| 6. децембар 2012. 18:15 | 3× 4×                 | Извештај | 7× 4×        | Комбанк арена, Београд Гледалаца: 4.000 Судије: Флореску, Дуца (РУМ) |

| 6. децембар 2012. 20:15 | Чешка       | 19 : 21  | Норвешка | Комбанк арена, Београд Гледалаца: 450 Судије: Црнојевић, Костецки-Радић (ХРВ) |
| 6. децембар 2012. 20:15 | Познарова 5 | (12:10)  | Суланд 8 | Комбанк арена, Београд Гледалаца: 450 Судије: Црнојевић, Костецки-Радић (ХРВ) |
| 6. децембар 2012. 20:15 | 4×          | Извештај | 3×       | Комбанк арена, Београд Гледалаца: 450 Судије: Црнојевић, Костецки-Радић (ХРВ) |

| 8. децембар 2012. 18:15 | Норвешка | 18 : 17  | Украјина            | Комбанк арена, Београд Гледалаца: 1.554 Судије: Стољаровс, Лицис (ЛЕТ) |
| 8. децембар 2012. 18:15 | Суланд 6 | (8:11)   | Глибко, Боршченко 4 | Комбанк арена, Београд Гледалаца: 1.554 Судије: Стољаровс, Лицис (ЛЕТ) |
| 8. децембар 2012. 18:15 | 3×       | Извештај | 9× 2× 1×            | Комбанк арена, Београд Гледалаца: 1.554 Судије: Стољаровс, Лицис (ЛЕТ) |

| 8. децембар 2012. 20:15 | Србија           | 28 : 24  | Чешка           | Комбанк арена, Београд Гледалаца: 4.000 Судије: Хорват, Мартон (МАЂ) |
| 8. децембар 2012. 20:15 | Лекић, Поп-Лазић | (12:15)  | Черна, Хренкова | Комбанк арена, Београд Гледалаца: 4.000 Судије: Хорват, Мартон (МАЂ) |
| 8. децембар 2012. 20:15 | 6× 3×            | Извештај | 3×              | Комбанк арена, Београд Гледалаца: 4.000 Судије: Хорват, Мартон (МАЂ) |

| Репрезентација | ОУ | П | Н | И | ГД | ГП | ГР | Б |
| -------------- | -- | - | - | - | -- | -- | -- | - |
| Норвешка       | 3  | 3 | 0 | 0 | 67 | 62 | +5 | 6 |
| Србија         | 3  | 2 | 0 | 1 | 79 | 75 | +4 | 4 |
| Чешка          | 3  | 1 | 0 | 2 | 68 | 71 | −3 | 2 |
| Украјина       | 3  | 0 | 0 | 3 | 62 | 68 | −6 | 0 |

### Група Б (Ниш)
| 4. децембар 2012. 18:15 | Француска | 29 : 16  | Северна Македонија | Спортски центар Чаир, Ниш Гледалаца: 750 Судије: Хорват, Мартон (МАЂ) |
| 4. децембар 2012. 18:15 | Бодуен 8  | (15:10)  | Портјанко 6        | Спортски центар Чаир, Ниш Гледалаца: 750 Судије: Хорват, Мартон (МАЂ) |
| 4. децембар 2012. 18:15 | 2× 3×     | Извештај | 2×                 | Спортски центар Чаир, Ниш Гледалаца: 750 Судије: Хорват, Мартон (МАЂ) |

| 4. децембар 2012. 20:15 | Шведска | 27 : 26  | Данска      | Спортски центар Чаир, Ниш Гледалаца: 300 Судије: Флореску, Дуца (РУМ) |
| 4. децембар 2012. 20:15 | Алм 10  | (13:15)  | Јергенсен 6 | Спортски центар Чаир, Ниш Гледалаца: 300 Судије: Флореску, Дуца (РУМ) |
| 4. децембар 2012. 20:15 | 1×      | Извештај | 4× 3×       | Спортски центар Чаир, Ниш Гледалаца: 300 Судије: Флореску, Дуца (РУМ) |

| 6. децембар 2012. 18:15 | Северна Македонија | 15 : 26  | Шведска      | Спортски центар Чаир, Ниш Гледалаца: 300 Судије: Стољаровс, Лицис (ЛЕТ) |
| 6. децембар 2012. 18:15 | Бајрамоска 4       | (8:11)   | Торстенсон 8 | Спортски центар Чаир, Ниш Гледалаца: 300 Судије: Стољаровс, Лицис (ЛЕТ) |
| 6. децембар 2012. 18:15 | 2×                 | Извештај | 1× 2×        | Спортски центар Чаир, Ниш Гледалаца: 300 Судије: Стољаровс, Лицис (ЛЕТ) |

| 6. децембар 2012. 20:15 | Данска             | 28 : 27  | Француска       | Спортски центар Чаир, Ниш Гледалаца: 200 Судије: Бремер, Сковронек (ПОЉ) |
| 6. децембар 2012. 20:15 | Нергорд, Бургорд 7 | (15:12)  | Бодуен, Канто 5 | Спортски центар Чаир, Ниш Гледалаца: 200 Судије: Бремер, Сковронек (ПОЉ) |
| 6. децембар 2012. 20:15 | 2×                 | Извештај | 1× 3×           | Спортски центар Чаир, Ниш Гледалаца: 200 Судије: Бремер, Сковронек (ПОЉ) |

| 8. децембар 2012. 18:15 | Шведска      | 17 : 24  | Француска      | Спортски центар Чаир, Ниш Гледалаца: 500 Судије: Црнојевић, Костецки-Радић (ХРВ) |
| 8. децембар 2012. 18:15 | Торстенсон 5 | (8:13)   | Сињат, Манди 4 | Спортски центар Чаир, Ниш Гледалаца: 500 Судије: Црнојевић, Костецки-Радић (ХРВ) |
| 8. децембар 2012. 18:15 | 1× 2×        | Извештај | 2× 4×          | Спортски центар Чаир, Ниш Гледалаца: 500 Судије: Црнојевић, Костецки-Радић (ХРВ) |

| 8. децембар 2012. 20:15 | Данска       | 37 : 30  | Северна Македонија      | Спортски центар Чаир, Ниш Гледалаца: 1.000 Судије: Марин, Гарсија (ШПА) |
| 8. децембар 2012. 20:15 | Августесен 8 | (17:13)  | Црвенкоска, Портјанко 7 | Спортски центар Чаир, Ниш Гледалаца: 1.000 Судије: Марин, Гарсија (ШПА) |
| 8. децембар 2012. 20:15 | 4× 3×        | Извештај | 3×                      | Спортски центар Чаир, Ниш Гледалаца: 1.000 Судије: Марин, Гарсија (ШПА) |

| Репрезентација     | ОУ | П | Н | И | ГД | ГП | ГР  | Б |
| ------------------ | -- | - | - | - | -- | -- | --- | - |
| Француска          | 3  | 2 | 0 | 1 | 80 | 61 | +19 | 4 |
| Данска             | 3  | 2 | 0 | 1 | 91 | 84 | +7  | 4 |
| Шведска            | 3  | 2 | 0 | 1 | 70 | 65 | +5  | 4 |
| Северна Македонија | 3  | 0 | 0 | 3 | 61 | 92 | −31 | 0 |

### Група Ц (Нови Сад)
| 4. децембар 2012. 18:15 | Немачка    | 20 : 23  | Шпанија  | СПЕНС, Нови Сад Гледалаца: 1.200 Судије: Литје, Кристијансен (ДАН) |
| 4. децембар 2012. 18:15 | Штајнбах 6 | (12:13)  | Мартин 4 | СПЕНС, Нови Сад Гледалаца: 1.200 Судије: Литје, Кристијансен (ДАН) |
| 4. децембар 2012. 18:15 | 5× 4×      | Извештај | 3× 4×    | СПЕНС, Нови Сад Гледалаца: 1.200 Судије: Литје, Кристијансен (ДАН) |

| 4. децембар 2012. 20:15 | Хрватска | 28 : 27  | Мађарска | СПЕНС, Нови Сад Гледалаца: 1.800 Судије: Опава, Валек (ЧЕШ) |
| 4. децембар 2012. 20:15 | Зебић 9  | (15:14)  | Томори 9 | СПЕНС, Нови Сад Гледалаца: 1.800 Судије: Опава, Валек (ЧЕШ) |
| 4. децембар 2012. 20:15 | 5× 3×    | Извештај | 2× 3×    | СПЕНС, Нови Сад Гледалаца: 1.800 Судије: Опава, Валек (ЧЕШ) |

| 5. децембар 2012. 18:15 | Шпанија | 25 : 21  | Хрватска | СПЕНС, Нови Сад Гледалаца: 2.000 Судије: Бруновски, Чанда (СВК) |
| 5. децембар 2012. 18:15 | Манге 7 | (13:10)  | Зебић 7  | СПЕНС, Нови Сад Гледалаца: 2.000 Судије: Бруновски, Чанда (СВК) |
| 5. децембар 2012. 18:15 | 3×      | Извештај | 4× 2×    | СПЕНС, Нови Сад Гледалаца: 2.000 Судије: Бруновски, Чанда (СВК) |

| 5. децембар 2012. 20:15 | Мађарска | 24 : 21  | Немачка | СПЕНС, Нови Сад Гледалаца: 2.500 Судије: Бонавентира, Бонавентира (ФРА) |
| 5. децембар 2012. 20:15 | Гербиц 9 | (11:14)  | Цапф 5  | СПЕНС, Нови Сад Гледалаца: 2.500 Судије: Бонавентира, Бонавентира (ФРА) |
| 5. децембар 2012. 20:15 | 2×       | Извештај | 4× 3×   | СПЕНС, Нови Сад Гледалаца: 2.500 Судије: Бонавентира, Бонавентира (ФРА) |

| 7. децембар 2012. 18:15 | Мађарска  | 32 : 31  | Шпанија  | СПЕНС, Нови Сад Гледалаца: 3.700 Судије: Марић, Машић (СРБ) |
| 7. децембар 2012. 18:15 | Томори 12 | (17:14)  | Мартин 7 | СПЕНС, Нови Сад Гледалаца: 3.700 Судије: Марић, Машић (СРБ) |
| 7. децембар 2012. 18:15 | 3×        | Извештај | 3× 2×    | СПЕНС, Нови Сад Гледалаца: 3.700 Судије: Марић, Машић (СРБ) |

| 7. децембар 2012. 20:15 | Хрватска | 16 : 17  | Немачка    | СПЕНС, Нови Сад Гледалаца: 2.100 Судије: Гоуско, Репкин (БЛР) |
| 7. децембар 2012. 20:15 | Зебић 5  | (7:8)    | Аугсбург 4 | СПЕНС, Нови Сад Гледалаца: 2.100 Судије: Гоуско, Репкин (БЛР) |
| 7. децембар 2012. 20:15 | 2× 3×    | Извештај | 4× 3×      | СПЕНС, Нови Сад Гледалаца: 2.100 Судије: Гоуско, Репкин (БЛР) |

| Репрезентација | ОУ | П | Н | И | ГД | ГП | ГР | Б |
| -------------- | -- | - | - | - | -- | -- | -- | - |
| Мађарска       | 3  | 2 | 0 | 1 | 83 | 80 | +3 | 4 |
| Шпанија        | 3  | 2 | 0 | 1 | 79 | 73 | +6 | 4 |
| Немачка        | 3  | 1 | 0 | 2 | 58 | 63 | −5 | 2 |
| Хрватска       | 3  | 1 | 0 | 2 | 65 | 69 | −4 | 2 |

### Група Д (Вршац)
| 4. децембар 2012. 18:05 | Црна Гора   | 26 : 16  | Исланд        | Центар Миленијум, Вршац Гледалаца: 2.800 Судије: Гоуско, Репкин (БЛР) |
| 4. децембар 2012. 18:05 | Булатовић 7 | (10:7)   | Брагадоутир 5 | Центар Миленијум, Вршац Гледалаца: 2.800 Судије: Гоуско, Репкин (БЛР) |
| 4. децембар 2012. 18:05 | 5× 3×       | Извештај | 4× 3×         | Центар Миленијум, Вршац Гледалаца: 2.800 Судије: Гоуско, Репкин (БЛР) |

| 4. децембар 2012. 20:15 | Румунија | 21 : 21  | Русија    | Центар Миленијум, Вршац Гледалаца: 3.200 Судије: Марић, Машић (СРБ) |
| 4. децембар 2012. 20:15 | Куреа 9  | (12:7)   | Хмирова 6 | Центар Миленијум, Вршац Гледалаца: 3.200 Судије: Марић, Машић (СРБ) |
| 4. децембар 2012. 20:15 | 4× 3×    | Извештај | 3×        | Центар Миленијум, Вршац Гледалаца: 3.200 Судије: Марић, Машић (СРБ) |

| 5. децембар 2012. 18:05 | Русија     | 27 : 30  | Црна Гора             | Центар Миленијум, Вршац Гледалаца: 1.000 Судије: Опава, Валек (ЧЕШ) |
| 5. децембар 2012. 18:05 | Постнова 5 | (14:20)  | Кнежевић, Радичевић 6 | Центар Миленијум, Вршац Гледалаца: 1.000 Судије: Опава, Валек (ЧЕШ) |
| 5. децембар 2012. 18:05 | 1×         | Извештај | 4× 3×                 | Центар Миленијум, Вршац Гледалаца: 1.000 Судије: Опава, Валек (ЧЕШ) |

| 5. децембар 2012. 20:15 | Исланд        | 19 : 22  | Румунија   | Центар Миленијум, Вршац Гледалаца: 2.700 Судије: Литје, Кристијансен (ДАН) |
| 5. децембар 2012. 20:15 | Јоунсдоутир 5 | (13:15)  | Брадеану 7 | Центар Миленијум, Вршац Гледалаца: 2.700 Судије: Литје, Кристијансен (ДАН) |
| 5. децембар 2012. 20:15 | 4× 3×         | Извештај | 3× 4×      | Центар Миленијум, Вршац Гледалаца: 2.700 Судије: Литје, Кристијансен (ДАН) |

| 7. децембар 2012. 18:05 | Русија          | 30 : 21  | Исланд        | Центар Миленијум, Вршац Гледалаца: 3.000 Судије: Бонавентира, Бонавентира (ФРА) |
| 7. децембар 2012. 18:05 | Постнова, Сен 5 | (15:8)   | Јоунсдоутир 4 | Центар Миленијум, Вршац Гледалаца: 3.000 Судије: Бонавентира, Бонавентира (ФРА) |
| 7. децембар 2012. 18:05 | 3× 2×           | Извештај | 2× 3×         | Центар Миленијум, Вршац Гледалаца: 3.000 Судије: Бонавентира, Бонавентира (ФРА) |

| 7. децембар 2012. 20:15 | Румунија   | 20 : 23  | Црна Гора   | Центар Миленијум, Вршац Гледалаца: 4.000 Судије: Бруновски, Чанда (СВК) |
| 7. децембар 2012. 20:15 | Брадеану 6 | (10:9)   | Булатовић 9 | Центар Миленијум, Вршац Гледалаца: 4.000 Судије: Бруновски, Чанда (СВК) |
| 7. децембар 2012. 20:15 | 2× 4×      | Извештај | 2× 3×       | Центар Миленијум, Вршац Гледалаца: 4.000 Судије: Бруновски, Чанда (СВК) |

| Репрезентација | ОУ | П | Н | И | ГД | ГП | ГР  | Б |
| -------------- | -- | - | - | - | -- | -- | --- | - |
| Црна Гора      | 3  | 3 | 0 | 0 | 79 | 63 | +16 | 6 |
| Русија         | 3  | 1 | 1 | 1 | 78 | 72 | +6  | 3 |
| Румунија       | 3  | 1 | 1 | 1 | 63 | 63 | 0   | 3 |
| Исланд         | 3  | 0 | 0 | 3 | 56 | 78 | −22 | 0 |

## Полуфиналне групе
- По две најбоље пласиране репрезентације из сваке групе су се пласирале у полуфинале, док су трећепласиране играле утакмицу за 5 место.

|  | Репрезентација се пласирала у полуфианле               |
|  | Репрезентација се пласирала у борбу за 5. место        |
|  | Репрезентација је елиминисана са даљег тока првенства. |

### Група 1 (Београд)
| 10. децембар 2012. 16:10 | Чешка                     | 30 : 33  | Данска     | Комбанк арена, Београд Гледалаца: 400 Судије: Флореску, Дуца (РУМ) |
| 10. децембар 2012. 16:10 | Кнедликова, Кутлвашрова 6 | (12:13)  | Нергорд 10 | Комбанк арена, Београд Гледалаца: 400 Судије: Флореску, Дуца (РУМ) |
| 10. децембар 2012. 16:10 | 4×                        | Извештај | 4× 2×      | Комбанк арена, Београд Гледалаца: 400 Судије: Флореску, Дуца (РУМ) |

| 10. децембар 2012. 18:10 | Норвешка | 30 : 19  | Француска | Комбанк арена, Београд Гледалаца: 500 Судије: Марин, Гарсија (ШПА) |
| 10. децембар 2012. 18:10 | Суланд 7 | (14:10)  | Бодуен 5  | Комбанк арена, Београд Гледалаца: 500 Судије: Марин, Гарсија (ШПА) |
| 10. децембар 2012. 18:10 | 5× 3×    | Извештај | 2× 3×     | Комбанк арена, Београд Гледалаца: 500 Судије: Марин, Гарсија (ШПА) |

| 10. децембар 2012. 20:10 | Србија    | 23 : 23  | Шведска      | Комбанк арена, Београд Гледалаца: 5.000 Судије: Стољаровс, Лицис (ЛЕТ) |
| 10. децембар 2012. 20:10 | Рајовић 5 | (13:14)  | Торстенсон 8 | Комбанк арена, Београд Гледалаца: 5.000 Судије: Стољаровс, Лицис (ЛЕТ) |
| 10. децембар 2012. 20:10 | 2×        | Извештај | 2×           | Комбанк арена, Београд Гледалаца: 5.000 Судије: Стољаровс, Лицис (ЛЕТ) |

| 11. децембар 2012. 16:10 | Чешка      | 22 : 24  | Француска | Комбанк арена, Београд Гледалаца: 800 Судије: Бремер, Сковронек (ПОЉ) |
| 11. децембар 2012. 16:10 | Хренкова 4 | (10:14)  | Еглон 6   | Комбанк арена, Београд Гледалаца: 800 Судије: Бремер, Сковронек (ПОЉ) |
| 11. децембар 2012. 16:10 | 2× 4×      | Извештај | 2× 3×     | Комбанк арена, Београд Гледалаца: 800 Судије: Бремер, Сковронек (ПОЉ) |

| 11. децембар 2012. 18:10 | Норвешка | 28 : 25  | Шведска   | Комбанк арена, Београд Гледалаца: 1.200 Судије: Хорват, Мартон (МАЂ) |
| 11. децембар 2012. 18:10 | Един 9   | (12:14)  | Гулден 10 | Комбанк арена, Београд Гледалаца: 1.200 Судије: Хорват, Мартон (МАЂ) |
| 11. децембар 2012. 18:10 | 2× 3×    | Извештај | 3×        | Комбанк арена, Београд Гледалаца: 1.200 Судије: Хорват, Мартон (МАЂ) |

| 11. децембар 2012. 20:10 | Србија       | 29 : 26  | Данска      | Комбанк арена, Београд Гледалаца: 5.000 Судије: Марин, Гарсија (ШПА) |
| 11. децембар 2012. 20:10 | Дамњановић 8 | (16:14)  | Јергенсен 5 | Комбанк арена, Београд Гледалаца: 5.000 Судије: Марин, Гарсија (ШПА) |
| 11. децембар 2012. 20:10 | 6× 4×        | Извештај | 3× 2×       | Комбанк арена, Београд Гледалаца: 5.000 Судије: Марин, Гарсија (ШПА) |

| 13. децембар 2012. 16:10 | Чешка      | 26 : 35  | Шведска      | Комбанк арена, Београд Гледалаца: 1.500 Судије: Флореску, Дуца (РУМ) |
| 13. децембар 2012. 16:10 | Хренкова 7 | (14:14)  | Фогелстрем 7 | Комбанк арена, Београд Гледалаца: 1.500 Судије: Флореску, Дуца (РУМ) |
| 13. децембар 2012. 16:10 | 1× 3×      | Извештај | 3×           | Комбанк арена, Београд Гледалаца: 1.500 Судије: Флореску, Дуца (РУМ) |

| 13. децембар 2012. 18:10 | Србија    | 18 : 17  | Француска | Комбанк арена, Београд Гледалаца: 8.000 Судије: Гоуско, Репкин (БЛР) |
| 13. децембар 2012. 18:10 | Рајовић 5 | (10:6)   | Сињат 4   | Комбанк арена, Београд Гледалаца: 8.000 Судије: Гоуско, Репкин (БЛР) |
| 13. децембар 2012. 18:10 | 2× 3×     | Извештај | 3× 4×     | Комбанк арена, Београд Гледалаца: 8.000 Судије: Гоуско, Репкин (БЛР) |

| 13. децембар 2012. 20:10 | Норвешка         | 33 : 35  | Данска    | Комбанк арена, Београд Гледалаца: 2.500 Судије: Хорват, Мартон (МАЂ) |
| 13. децембар 2012. 20:10 | Суланд, Алстад 6 | (17:15)  | Бургорд 8 | Комбанк арена, Београд Гледалаца: 2.500 Судије: Хорват, Мартон (МАЂ) |
| 13. децембар 2012. 20:10 | 3×               | Извештај | 3×        | Комбанк арена, Београд Гледалаца: 2.500 Судије: Хорват, Мартон (МАЂ) |

| Репрезентација | ОУ | П | Н | И | ГД  | ГП  | ГР  | Б |
| -------------- | -- | - | - | - | --- | --- | --- | - |
| Норвешка       | 5  | 4 | 0 | 1 | 140 | 124 | +16 | 8 |
| Србија         | 5  | 3 | 1 | 1 | 124 | 118 | +6  | 7 |
| Данска         | 5  | 3 | 0 | 2 | 148 | 146 | +2  | 6 |
| Шведска        | 5  | 2 | 1 | 2 | 127 | 127 | 0   | 5 |
| Француска      | 5  | 2 | 0 | 3 | 111 | 115 | −4  | 4 |
| Чешка          | 5  | 0 | 0 | 5 | 127 | 141 | −20 | 0 |

### Група 2 (Нови Сад)
| 9. децембар 2012. 16:15 | Шпанија            | 26 : 31  | Румунија      | СПЕНС, Нови Сад Гледалаца: 700 Судије: Бонавентира, Бонавентира (ФРА) |
| 9. децембар 2012. 16:15 | Фернандез, Манге 5 | (12:15)  | Њагу, Куреа 7 | СПЕНС, Нови Сад Гледалаца: 700 Судије: Бонавентира, Бонавентира (ФРА) |
| 9. децембар 2012. 16:15 | 4× 3×              | Извештај | 2× 1×         | СПЕНС, Нови Сад Гледалаца: 700 Судије: Бонавентира, Бонавентира (ФРА) |

| 9. децембар 2012. 18:15 | Мађарска   | 26 : 28  | Црна Гора   | СПЕНС, Нови Сад Гледалаца: 1.500 Судије: Опава, Валек (ЧЕШ) |
| 9. децембар 2012. 18:15 | Сучански 8 | (9:15)   | Радичевић 9 | СПЕНС, Нови Сад Гледалаца: 1.500 Судије: Опава, Валек (ЧЕШ) |
| 9. децембар 2012. 18:15 | 3× 1×      | Извештај | 5× 2×       | СПЕНС, Нови Сад Гледалаца: 1.500 Судије: Опава, Валек (ЧЕШ) |

| 9. децембар 2012. 20:15 | Немачка    | 26 : 26  | Русија    | СПЕНС, Нови Сад Гледалаца: 600 Судије: Марић, Машић (СРБ) |
| 9. децембар 2012. 20:15 | Штајнбах 9 | (16:13)  | Хмирова 6 | СПЕНС, Нови Сад Гледалаца: 600 Судије: Марић, Машић (СРБ) |
| 9. децембар 2012. 20:15 | 3×         | Извештај | 3×        | СПЕНС, Нови Сад Гледалаца: 600 Судије: Марић, Машић (СРБ) |

| 11. децембар 2012. 16:15 | Шпанија   | 25 : 25  | Русија     | СПЕНС, Нови Сад Гледалаца: 800 Судије: Црнојевић, Костецки-Радић (ХРВ) |
| 11. децембар 2012. 16:15 | Мартин 11 | (13:14)  | Постнова 7 | СПЕНС, Нови Сад Гледалаца: 800 Судије: Црнојевић, Костецки-Радић (ХРВ) |
| 11. децембар 2012. 16:15 | 3×        | Извештај | 3× 1×      | СПЕНС, Нови Сад Гледалаца: 800 Судије: Црнојевић, Костецки-Радић (ХРВ) |

| 11. децембар 2012. 18:15 | Немачка    | 27 : 20  | Црна Гора   | СПЕНС, Нови Сад Гледалаца: 1.000 Судије: Бонавентира, Бонавентира (ФРА) |
| 11. децембар 2012. 18:15 | Штајнбах 7 | (14:9)   | Булатовић 6 | СПЕНС, Нови Сад Гледалаца: 1.000 Судије: Бонавентира, Бонавентира (ФРА) |
| 11. децембар 2012. 18:15 | 3×         | Извештај | 3×          | СПЕНС, Нови Сад Гледалаца: 1.000 Судије: Бонавентира, Бонавентира (ФРА) |

| 11. децембар 2012. 20:15 | Мађарска | 25 : 19  | Румунија       | СПЕНС, Нови Сад Гледалаца: 1.200 Судије: Гоуско, Репкин (БЛР) |
| 11. децембар 2012. 20:15 | Вертен 7 | (14:12)  | Њагу, Некита 6 | СПЕНС, Нови Сад Гледалаца: 1.200 Судије: Гоуско, Репкин (БЛР) |
| 11. децембар 2012. 20:15 | 2× 3×    | Извештај | 1× 3×          | СПЕНС, Нови Сад Гледалаца: 1.200 Судије: Гоуско, Репкин (БЛР) |

| 13. децембар 2012. 16:15 | Шпанија     | 23 : 27  | Црна Гора   | СПЕНС, Нови Сад Гледалаца: 1.200 Судије: Бремер, Сковронек (ПОЉ) |
| 13. децембар 2012. 16:15 | Фернандез 7 | (16:13)  | Булатовић 6 | СПЕНС, Нови Сад Гледалаца: 1.200 Судије: Бремер, Сковронек (ПОЉ) |
| 13. децембар 2012. 16:15 | 4×          | Извештај | 7× 4×       | СПЕНС, Нови Сад Гледалаца: 1.200 Судије: Бремер, Сковронек (ПОЉ) |

| 13. децембар 2012. 18:15 | Немачка    | 25 : 23  | Румунија           | СПЕНС, Нови Сад Гледалаца: 1.200 Судије: Опава, Валек (ЧЕШ) |
| 13. децембар 2012. 18:15 | Штајнбах 8 | (16:9)   | Вадињану, Некита 7 | СПЕНС, Нови Сад Гледалаца: 1.200 Судије: Опава, Валек (ЧЕШ) |
| 13. децембар 2012. 18:15 | 3×         | Извештај | 2× 4× 1×           | СПЕНС, Нови Сад Гледалаца: 1.200 Судије: Опава, Валек (ЧЕШ) |

| 13. децембар 2012. 20:15 | Мађарска    | 25 : 31  | Русија  | СПЕНС, Нови Сад Гледалаца: 1.200 Судије: Црнојевић, Костецки-Радић (ХРВ) |
| 13. децембар 2012. 20:15 | Редеи Шош 5 | (11:13)  | Иљина 7 | СПЕНС, Нови Сад Гледалаца: 1.200 Судије: Црнојевић, Костецки-Радић (ХРВ) |
| 13. децембар 2012. 20:15 | 2× 3×       | Извештај | 4× 3×   | СПЕНС, Нови Сад Гледалаца: 1.200 Судије: Црнојевић, Костецки-Радић (ХРВ) |

| Репрезентација | ОУ | П | Н | И | ГД  | ГП  | ГР | Б |
| -------------- | -- | - | - | - | --- | --- | -- | - |
| Црна Гора      | 5  | 4 | 0 | 1 | 128 | 123 | +5 | 8 |
| Мађарска       | 5  | 3 | 0 | 2 | 132 | 130 | +2 | 6 |
| Русија         | 5  | 1 | 3 | 1 | 130 | 127 | +3 | 5 |
| Немачка        | 5  | 2 | 1 | 2 | 119 | 116 | +3 | 5 |
| Румунија       | 5  | 1 | 1 | 3 | 114 | 120 | −6 | 3 |
| Шпанија        | 5  | 1 | 1 | 3 | 128 | 135 | −7 | 3 |

## Завршни круг
|  | Полуфинале   | Полуфинале |              |    | Финале | Финале |
|  |              |            |              |    |        |        |
|  | 15. децембар |            |              |    |        |        |
|  |              |            |              |    |        |        |
|  | Норвешка     | 30         |              |    |        |        |
|  | Норвешка     | 30         | 16. децембар |    |        |        |
|  | Мађарска     | 19         |              |    |        |        |
|  | Мађарска     | 19         | Норвешка     | 31 |        |        |
|  | 15. децембар |            | Норвешка     | 31 |        |        |
|  |              | Црна Гора  | 34           |    |        |        |
|  | Србија       | Црна Гора  | 34           | 26 |        |        |
|  | Србија       |            |              | 26 |        |        |
|  | Црна Гора    | 27         |              |    |        |        |
|  | Црна Гора    | 27         | За 3. место  |    |        |        |
|  |              |            |              |    |        |        |
|  | 16. децембар |            |              |    |        |        |
|  |              |            |              |    |        |        |
|  | Мађарска     | 41         |              |    |        |        |
|  | Мађарска     | 41         |              |    |        |        |
|  | Србија       | 38         |              |    |        |        |

### Полуфинале
| 15. децембар 2012. 14:30 | Норвешка              | 30 : 19  | Мађарска | Комбанк арена, Београд Гледалаца: 5.000 Судије: Бонавентира, Бонавентира (ФРА) |
| 15. децембар 2012. 14:30 | Един, Ригелут Корен 6 | (16:11)  | Гербиц 6 | Комбанк арена, Београд Гледалаца: 5.000 Судије: Бонавентира, Бонавентира (ФРА) |
| 15. децембар 2012. 14:30 | 4× 3×                 | Извештај | 3×       | Комбанк арена, Београд Гледалаца: 5.000 Судије: Бонавентира, Бонавентира (ФРА) |

| 15. децембар 2012. 17:00 | Србија      | 26 : 27  | Црна Гора  | Комбанк арена, Београд Гледалаца: 13.000 Судије: Стољаровс, Лицис (ЛЕТ) |
| 15. децембар 2012. 17:00 | Филиповић 7 | (14:13)  | Кнежевић 8 | Комбанк арена, Београд Гледалаца: 13.000 Судије: Стољаровс, Лицис (ЛЕТ) |
| 15. децембар 2012. 17:00 | 4× 3×       | Извештај | 3× 4×      | Комбанк арена, Београд Гледалаца: 13.000 Судије: Стољаровс, Лицис (ЛЕТ) |

### Утакмица за пето место
| 15. децембар 2012. 12:00 | Данска             | 32 : 30  | Русија | Комбанк арена, Београд Гледалаца: 800 Судије: Марић, Машић (СРБ) |
| 15. децембар 2012. 12:00 | Нергорд, Бургорд 8 | (15:15)  | Сен 6  | Комбанк арена, Београд Гледалаца: 800 Судије: Марић, Машић (СРБ) |
| 15. децембар 2012. 12:00 | 5× 3×              | Извештај | 3×     | Комбанк арена, Београд Гледалаца: 800 Судије: Марић, Машић (СРБ) |

### Утакмица за треће место
| 16. децембар 2012. 14:30 | Мађарска    | 41 : 38 ( пп ) | Србија            | Комбанк арена, Београд Гледалаца: 11.000 Судије: Гоуско, Репкин (БЛР) |
| 16. децембар 2012. 14:30 | Редеи Шош 9 | (21:19)        | три играчице по 7 | Комбанк арена, Београд Гледалаца: 11.000 Судије: Гоуско, Репкин (БЛР) |
| 16. децембар 2012. 14:30 | 1× 4×       | Извештај       | 4×                | Комбанк арена, Београд Гледалаца: 11.000 Судије: Гоуско, Репкин (БЛР) |

### Финале
| 16. децембар 2012. 17:00 | Норвешка  | 31 : 34 ( пп ) | Црна Гора   | Комбанк арена, Београд Гледалаца: 10.000 Судије: Марин, Гарсија (ШПА) |
| 16. децембар 2012. 17:00 | Алстад 11 | (11:12)        | Кнежевић 10 | Комбанк арена, Београд Гледалаца: 10.000 Судије: Марин, Гарсија (ШПА) |
| 16. децембар 2012. 17:00 | 2× 3×     | Извештај       | 7× 4×       | Комбанк арена, Београд Гледалаца: 10.000 Судије: Марин, Гарсија (ШПА) |